# Артур Роулі
Джордж Артур Роулі (англ. George Arthur Rowley, нар. 21 квітня 1926, Вулвергемптон, Велика Британія — пом. 19 грудня 2002, Шрусбері, Велика Британія) — англійський футболіст, що грав на позиції нападника. По завершенні ігрової кар'єри — футбольний тренер. Входить до списку «100 легенд Футбольної ліги».

## Спортивна кар'єра
Вихованець клубу «Вулвергемптон Вондерерз». 1940 року, був на оглядинах у команді «Манчестер Юнайтед», але тренерів манкуніанців не вразив своєю грою. Наприкінці 40-х років захищав кольори «Вест-Бромвіч Альбіона» і «Фулгема». У складі лондонського клубу став переможцем другого дивізіону (1948/49).
Відомий завдяки виступам за «Лестер Сіті» і «Шрусбері Таун».
У «Лестер Сіті»:
- рекордсмен клубу за один чемпіонат: 44 голи в 42 матчах (сезон 1956/57);
- переможець другого дивізіону в сезоні 1956/57;
- найвлучніший гравець другого дивізіону (2): 1952/53 (39 голів), 1956/57 (44 голи);
- другий за результативністю гравець клубу в чемпіонатах Англії: 251 гол (в Артура Чандлера[it] на 8 пунктів більше).

У «Шрусбері Таун»:
- найкращий бомбардир в історії клубу: 163 гола;
- рекордсмен клубу за один чемпіонат: 38 голів в 43 матчах (сезон 1958/59);
- найвлучніший гравець четвертого дивізіону : 1958/59.

Найкращий бомбардир в історії чемпіонатів Англії — 424 голи в 619 іграх. У тому числі:
- перший дивізіон — 95 матчів, 51 гол;
- другий дивізіон — 288 матчів, 231 гол;
- третій дивізіон — 193 матча, 114 голів;
- четвертий дивізіон — 43 матча, 38 голів.

У «Шрусбері Таун» був граючим тренером. Очолював команди «Шеффілд Юнайтед» і «Саутенд Юнайтед».
Старший брат Джек Роулі — четвертий за результативністю гравець в історії клубу «Манчестер Юнайтед»: 211 голів (більше забивали Боббі Чарлтон, Вейн Руні і Деніс Лоу). У збірній Англії — 6 матчів, 6 забитих м'ячів (1948—1952).

## Статистика
Статистика клубних виступів:
| Сезон             | Команда           | Чемпіонат         | Чемпіонат | Чемпіонат | Кубок | Кубок | Усього | Усього |
| Сезон             | Команда           | Л                 | І         | Г         | І     | Г     | І      | Г      |
| ----------------- | ----------------- | ----------------- | --------- | --------- | ----- | ----- | ------ | ------ |
| 1946–47           | «Вест-Бромвіч»    | Д-2               | 2         | 0         | 0     | 0     | 2      | 0      |
| 1947–48           | «Вест-Бромвіч»    | Д-2               | 21        | 4         | 0     | 0     | 21     | 4      |
| 1948–49           | «Вест-Бромвіч»    | Д-2               | 1         | 0         | 0     | 0     | 1      | 0      |
| Усього            | Усього            | Усього            | 24        | 4         | 0     | 0     | 24     | 4      |
| 1948–49           | «Фулгем»          | Д-2               | 22        | 19        |       | 0     |        | 19     |
| 1949–50           | «Фулгем»          | Д-1               | 34        | 8         |       | 0     |        | 8      |
| Усього            | Усього            | Усього            | 56        | 27        | 3     | 0     | 59     | 27     |
| 1950–51           | «Лестер Сіті»     | Д-2               | 39        | 28        | 1     | 0     | 40     | 28     |
| 1951–52           | «Лестер Сіті»     | Д-2               | 42        | 38        | 2     | 0     | 44     | 38     |
| 1952–53           | «Лестер Сіті»     | Д-2               | 41        | 39        | 1     | 2     | 42     | 41     |
| 1953–54           | «Лестер Сіті»     | Д-2               | 42        | 30        | 8     | 6     | 50     | 36     |
| 1954–55           | «Лестер Сіті»     | Д-1               | 36        | 23        | 1     | 0     | 37     | 23     |
| 1955–56           | «Лестер Сіті»     | Д-2               | 36        | 29        | 3     | 6     | 39     | 35     |
| 1956–57           | «Лестер Сіті»     | Д-2               | 42        | 44        | 1     | 0     | 43     | 44     |
| 1957–58           | «Лестер Сіті»     | Д-1               | 25        | 20        | 1     | 0     | 26     | 20     |
| Усього            | Усього            | Усього            | 303       | 251       | 18    | 14    | 321    | 265    |
| 1958–59           | «Шрусбері Таун»   | Д-4               | 43        | 38        |       |       |        |        |
| 1959–60           | «Шрусбері Таун»   | Д-3               | 41        | 32        |       |       |        |        |
| 1960–61           | «Шрусбері Таун»   | Д-3               | 40        | 28        |       |       |        |        |
| 1961–62           | «Шрусбері Таун»   | Д-3               | 41        | 23        |       |       |        |        |
| 1962–63           | «Шрусбері Таун»   | Д-3               | 40        | 24        |       |       |        |        |
| 1963–64           | «Шрусбері Таун»   | Д-3               | 19        | 5         |       |       |        |        |
| 1964–65           | «Шрусбері Таун»   | Д-3               | 12        | 2         |       |       |        |        |
| Усього            | Усього            | Усього            | 236       | 152       | 19    | 11    | 255    | 163    |
| Усього за кар'єру | Усього за кар'єру | Усього за кар'єру | 619       | 434       | 40    | 25    | 659    | 459    |